# موزه سون یات سن پنانگ
موزه سون یات سن پنانگ (به انگلیسی: Sun Yat-sen Museum Penang) (مالایی: Muzium Sun Yat-sen Pulau Pinang) که در سابق، بنیاد سون یات سن پنانگ نامیده می‌شد، یک موزه در جرج تاون ایالت پنانگ، مالزی است. موزه به سون یات سن، ملی‌گرای چینی که بعد از مجاهدت‌هایش در انقلاب شین‌های، جمهوری چین را ایجاد نمود، اختصاص داده شده است.